# Bernard Lyot
Bernard Ferdinand Lyot (Parijs, 27 februari 1897 - Caïro, 2 april 1952) was een Frans astronoom die de coronagraaf perfectioneerde.

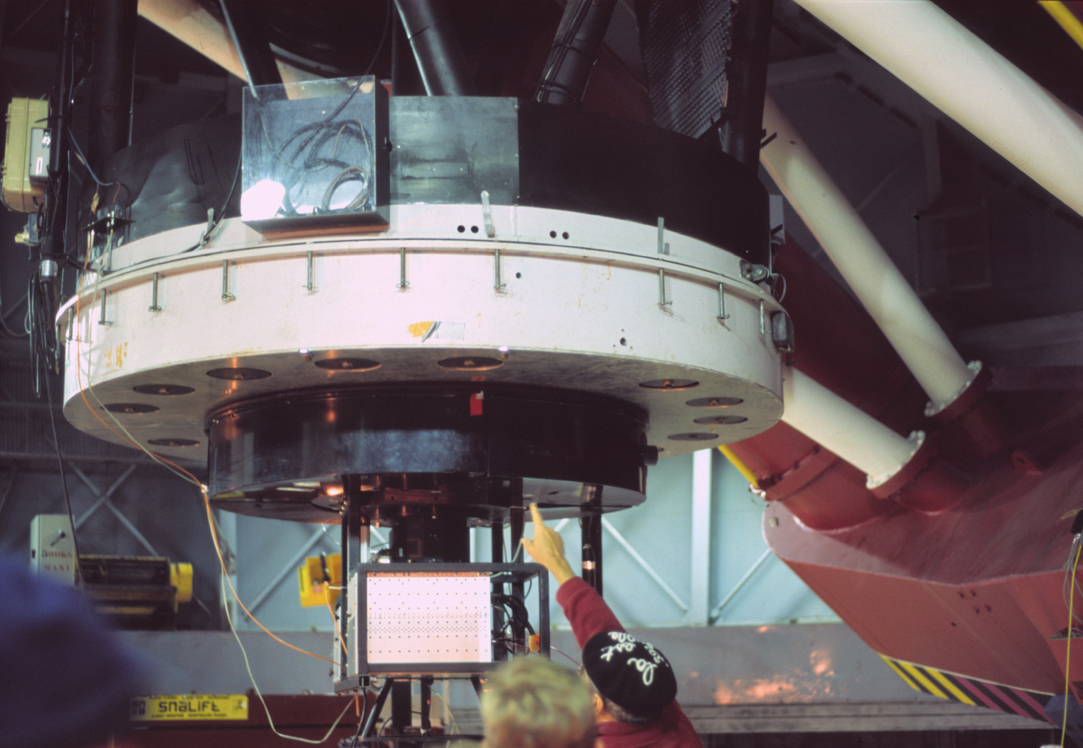
De Bernard Lyot telescoop

- Bibliothèque nationale de France: cb109131138 (data)
- Gemeinsame Normdatei: 1236665171
- International Standard Name Identifier: 0000 0001 1909 9432
- SNAC: w6k65fmh
- Système universitaire de documentation: 119942836
- Virtual International Authority File: 170251292
- WorldCat: E39PBJw4xfXgXqHHvvrtRtMkjC